# ساپا اینکا

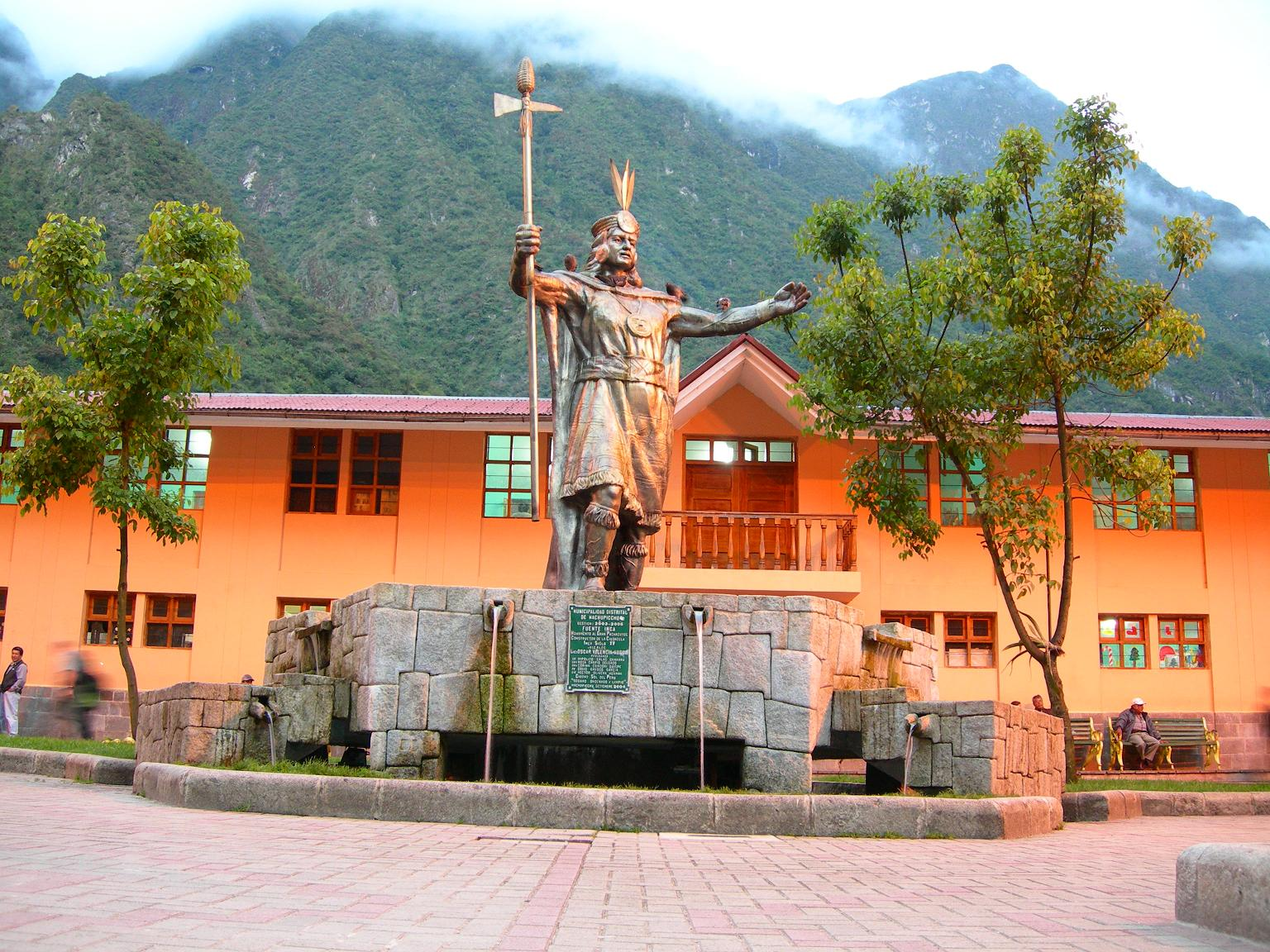
مجسمه ساپا اینکا پاچاکوتی با پوشیدن ماسکاپایچا (تاج امپراتوری)، در میدان اصلی شهر آگواس کالینتس، پرو

ساپا اینکا (انگلیسی: Sapa Inca)، ساپا اینکا (در زبان کچوا؛ به معنای «تنها امپراتور») پادشاه امپراتوری اینکاها (تاوانتینسویو «منطقه چهار استان») و همچنین پادشاهی قبلی کوسکو و بعدها ایالت اینکای جدید بود. در حالی که ریشه‌های این موقعیت افسانه‌ای است و از بنیاد کهن شهر کوسکو سرچشمه می‌گیرد، به نظر می‌رسد که از نظر تاریخی در حدود سال ۱۱۰۰ پس از میلاد به وجود آمده است.
اگرچه اینکاها معتقد بودند که ساپا اینکا پسر اینتی (خدای خورشید) است و اغلب از او به عنوان اینتی چوری «پسر خورشیدی» یا اینتیپ چورین «پسر خورشید» یاد می‌کردند، اما این مقام در نهایت ارثی شد و پسر جانشین پدر شد.
همسر اصلی اینکا با لقب کویا شناخته می‌شد. ساپا اینکاها در راس سلسله مراتب اجتماعی قرار داشتند و نقش غالبی در قلمرو سیاسی و معنوی داشتند.

## عملکرد
ساپا اینکا حاکم مطلق امپراتوری بود و جهت‌گیری سیاسی، اجتماعی، نظامی و اقتصادی دولت را در قدرت خود داشت. او طرح‌های شهرسازی را ارائه کرد و فرمان به ساخت آثار بزرگ مهندسی، مانند معبد ساکسی‌هومان داد، قلعه‌ای که تکمیل آن ۵۰ سال به طول انجامید. با این حال، یکی از برجسته‌ترین کارهای آنها، شبکه جاده‌هایی بود که از سراسر امپراتوری عبور می‌کرد و امکان سفر سریع را برای مدیران، پیام‌آوران و ارتش فراهم می‌کرد. این جاده‌ها دارای پل‌های معلق و کاروانسراهایی بودند که تامبو نامیده می‌شدند.

## ساپا اینکا، قبل از فتح

### سلسله اول
از حکمرانان اولین سلسله ساپا اینکاها شناخت زیادی در دست نیست. گفته می‌شود آنها وابسته به گروه هورین بودند و حکومتشان فراتر از پادشاهی کوسکو گسترش نیافت. مبدأ آنها به تأسیس اسطوره‌ای کوسکو گره خورده است و در اسطوره اصلی بعدی پوشیده شده است. ظاهراً این سلسله توسط مانکو کاپاک، که در اسطوره‌شناسی اینکا، اینتی خدای خورشید در نظر گرفته می‌شود، تأسیس شد.

### سلسله دوم
سلسله دوم وابسته به گروه حنان بود و تحت رهبری اینکا روکا، پسر آخرین هورین ساپا اینکا، یعنی کاپاک یوپانکی، تأسیس شد. پس از مرگ کاپاک یوپانکی، یکی دیگر از پسرانش، برادر ناتنی اینکا روکا، کوئیسپه یوپانکی، قرار بود جانشین او شود، اما، حنان شورش کردند و اینکا روکا را به جای او بر مسند نشاندند.